# Lipoltov
Lipoltov (németül Lapitzfeld) korábban önálló település, jelenleg Tuřany község településrésze Csehországban a Karlovy Vary-i kerület Chebi járásában.

## Fekvése
Csehország nyugati peremén, Tuřany-tól 1,5 km-re nyugatra fekszik.

## Története
Az első világháború után az akkor megalapított Csehszlovákiához csatolták. 1938 és 1945 között a Nagynémet Birodalomhoz tartozott. A második világháború után a csehszlovák nemzetállami törekvések, német lakosságának kitelepítéséhez vezettek. A csehszlovák hatóságok 1948-ban Lipoltov-ra nevezték át, 1950-ben Tuřany községhez csatolták.

## Fordítás
- Ez a szócikk részben vagy egészben a Lipoltov című cseh Wikipédia-szócikk ezen változatának fordításán alapul.  Az eredeti cikk szerkesztőit annak laptörténete sorolja fel. Ez a jelzés csupán a megfogalmazás eredetét és a szerzői jogokat jelzi, nem szolgál a cikkben szereplő információk forrásmegjelöléseként.